# Mohngewächse
Die Mohngewächse (Papaveraceae) sind eine Familie in der Ordnung der Hahnenfußartigen (Ranunculales) innerhalb der Bedecktsamigen Pflanzen (Magnoliopsida).

## Beschreibung

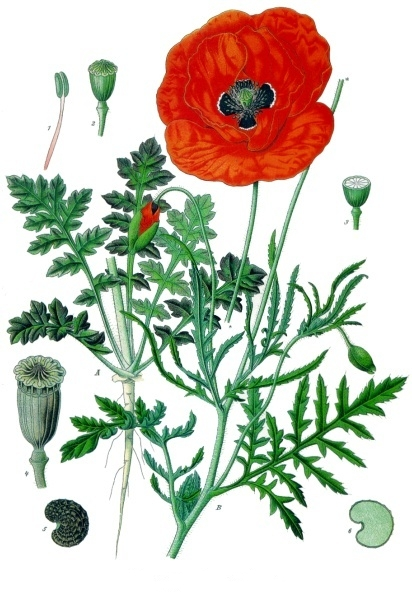
Illustration aus Koehler's Medizinal-Pflanzen, 1887: Klatschmohn. A unterer Teil der Pflanze. B blühender Zweig. 1 Staubblatt vergrößert; 2 unreife Kapsel vergrößert; 3 dieselbe im Querschnitt vergrößert; 4 reife Kapsel natürlicher Größe; 5 Samen sehr stark vergrößert; 6 derselbe im Längsschnitt

### Vegetative Merkmale
Sie sind meist, ein-, zwei-, mehrjährige (selten monokarpisch) oder ausdauernde krautige Pflanzen, selten Sträucher oder Bäume. Sie enthalten meist Milchsaft.
Die Laubblätter sind wechselständig. Nebenblätter sind meist keine vorhanden.

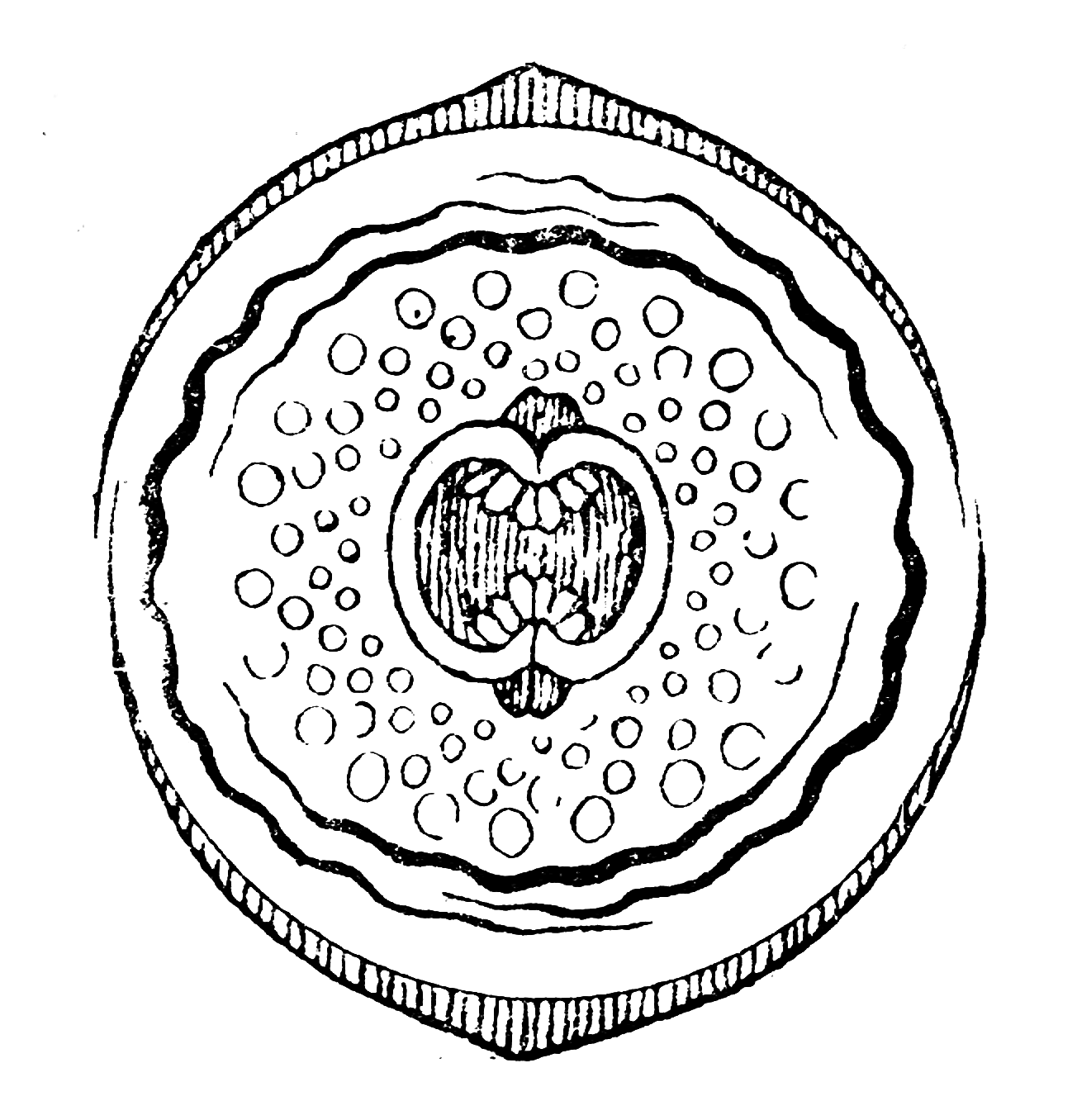
Unterfamilie Papaveroideae: Blütendiagramm von Glaucium flavum

### Generative Merkmale
Die Blüten stehen einzeln oder in unterschiedlich aufgebauten Blütenständen zusammen.
Die immer zwittrigen Blüten sind je nach Unterfamilie radiärsymmetrisch oder zygomorph mit doppelter Blütenhülle (Perianth). Die zwei grünen oder kronblattartigen Kelchblätter umhüllen zum Schutz im knospigen Stadium die Kronblätter in monostroph contorter Weise (siehe Blütendiagramm) und fallen beim Öffnen der Blüten ab. So haben geöffnete Blüten vermeintlich nur einen Blütenhüllblattkreis. Es sind vier Kronblätter vorhanden. Es sind je nach Unterfamilie vier, sechs oder viele Staubblätter vorhanden. Zwei bis mehrere Fruchtblätter sind zu einem oberständigen Fruchtknoten verwachsen. Die Samenanlagen sind in parietaler Plazentation angeordnet.
Oft werden Kapselfrüchte ausgebildet.

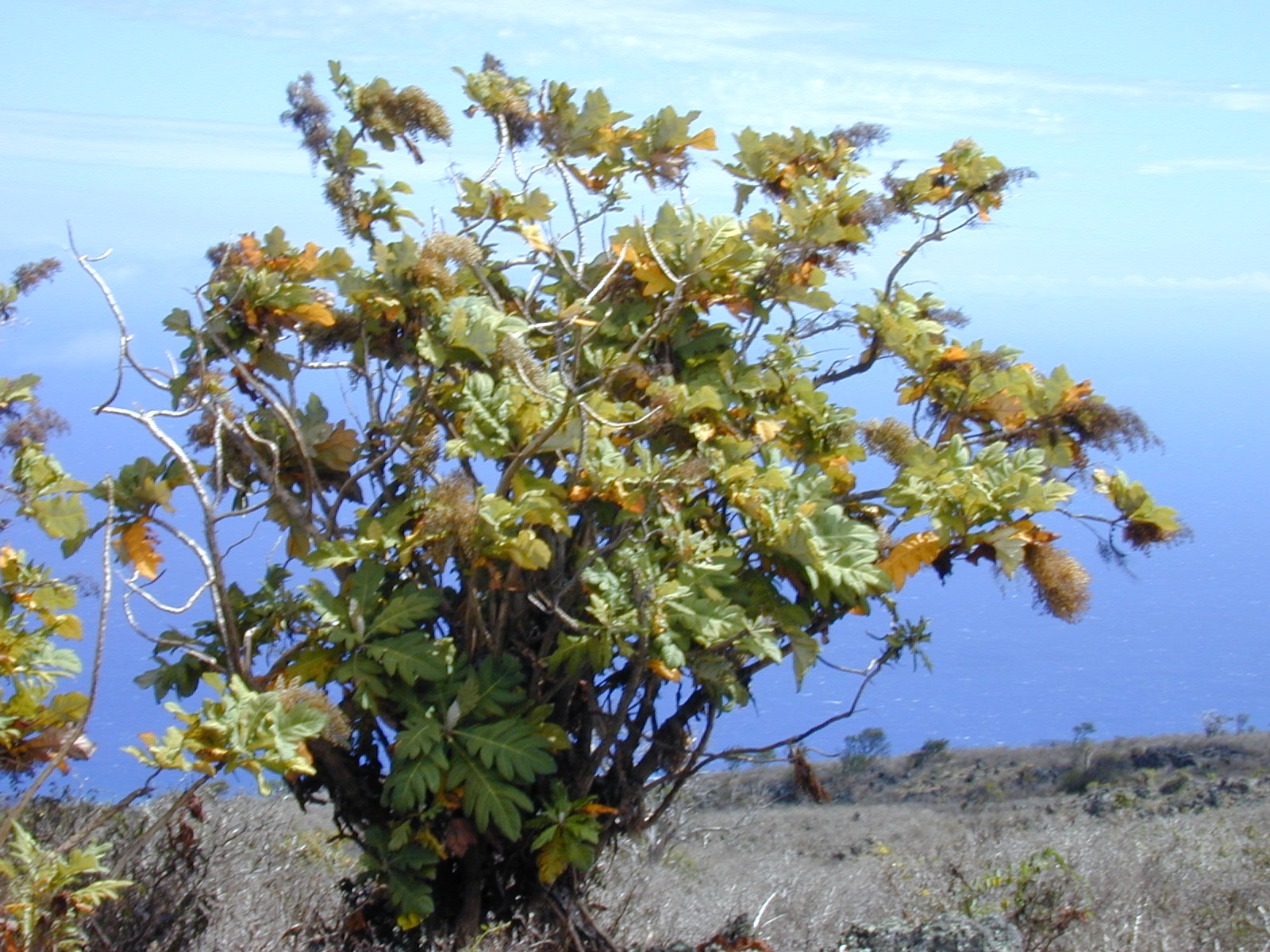
Unterfamilie Papaveroideae Tribus Chelidonieae: Mexikanischer Baummohn (Bocconia frutescens)

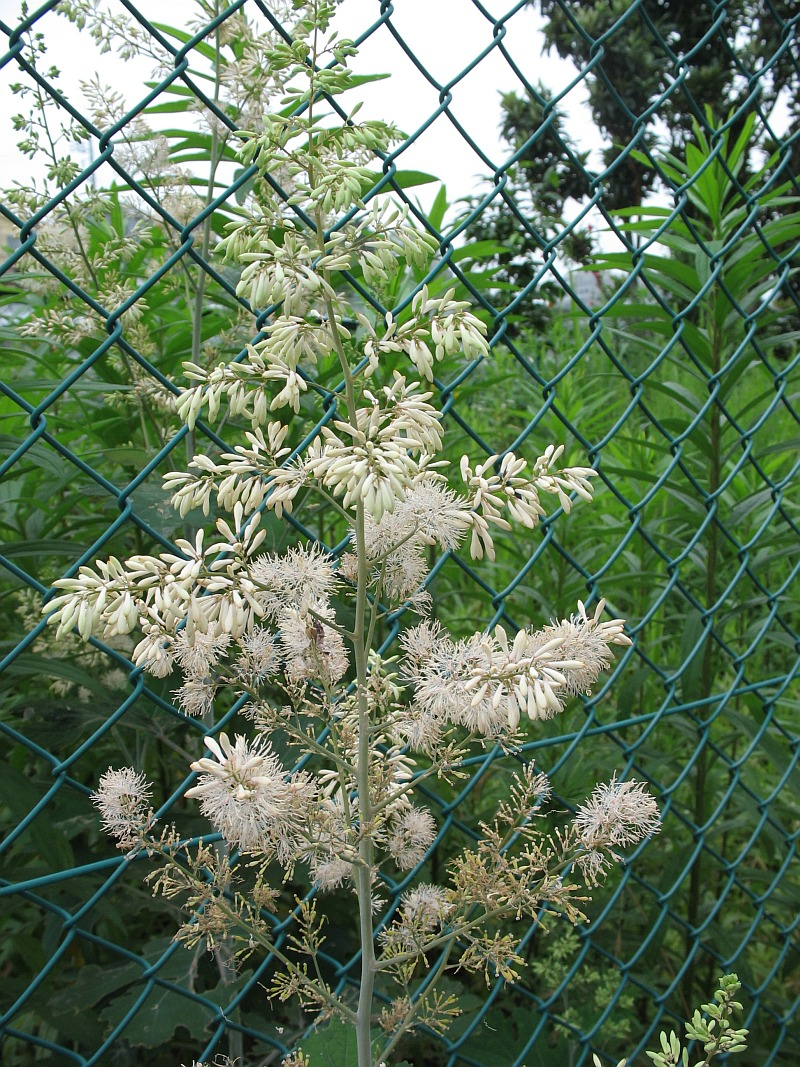
Unterfamilie Papaveroideae Tribus Chelidonieae: Weißer Federmohn (Macleaya cordata)

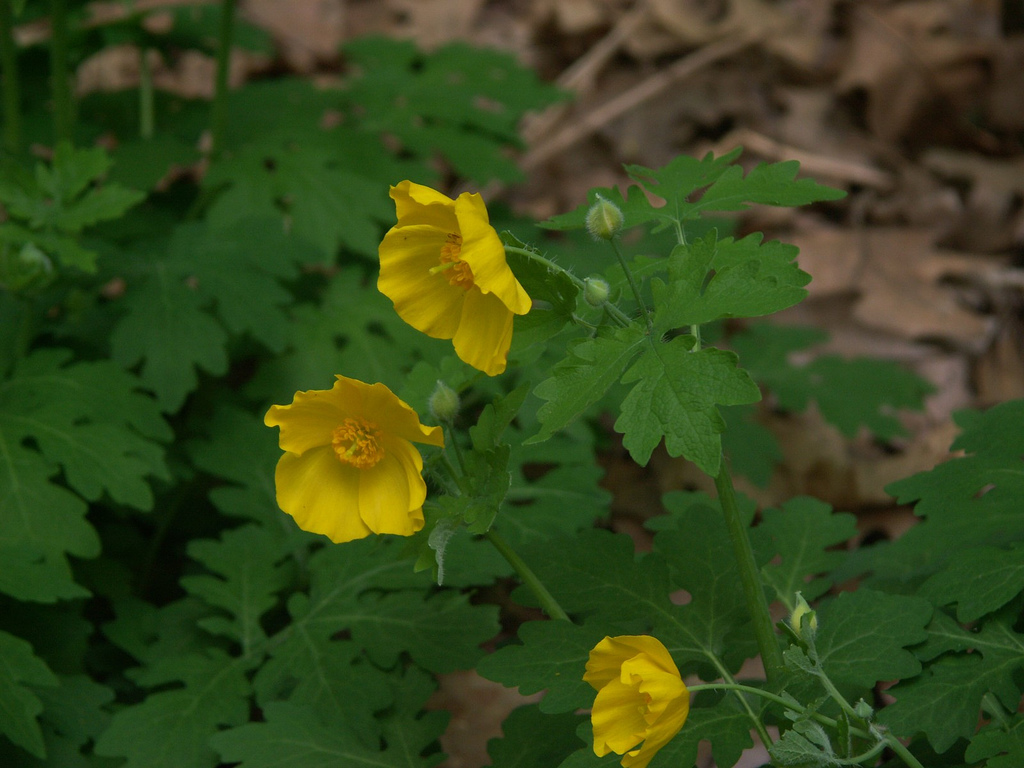
Unterfamilie Papaveroideae Tribus Chelidonieae: Amerikanischer Schöllkrautmohn (Stylophorum diphyllum)

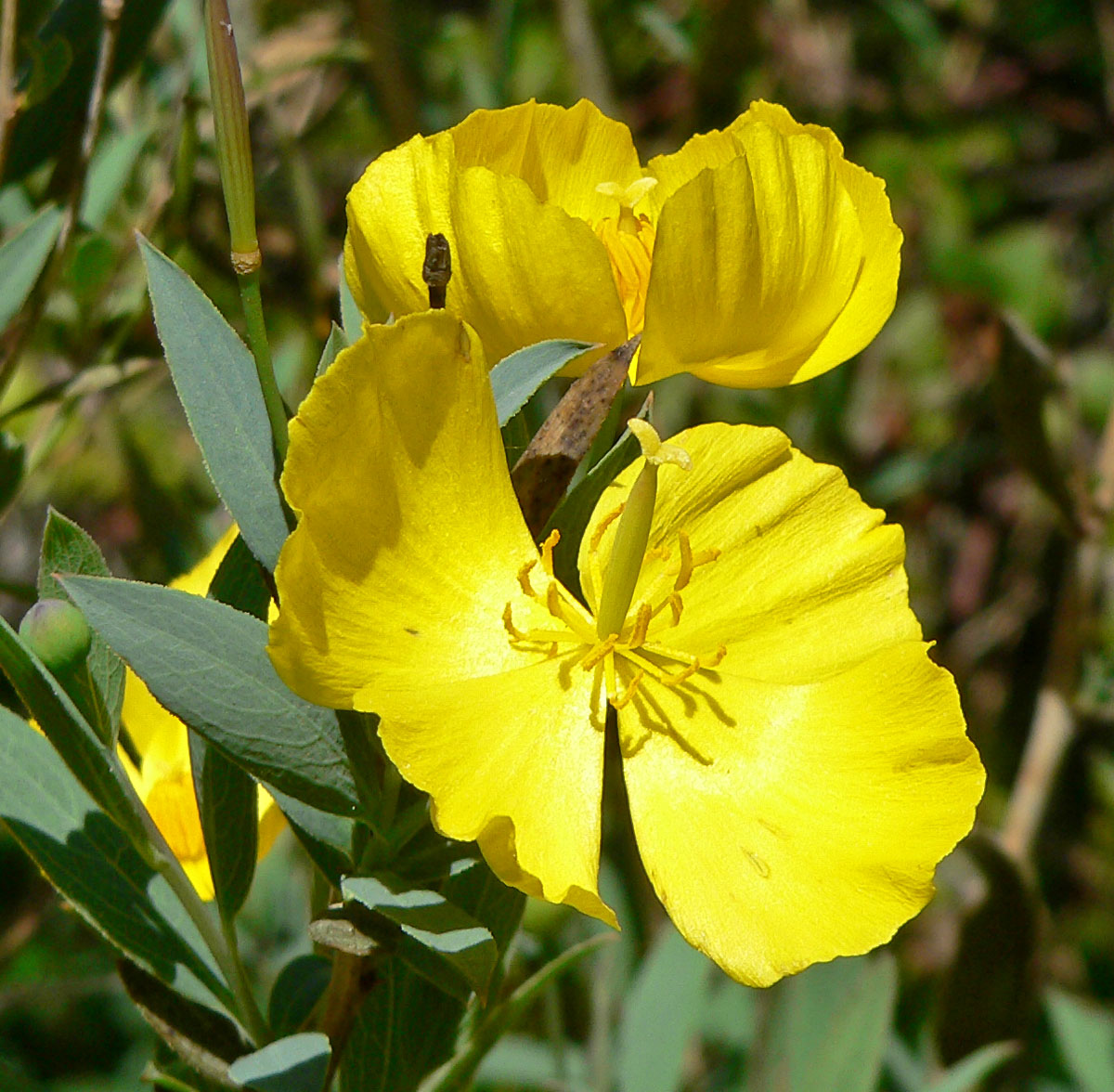
Unterfamilie Papaveroideae Tribus Eschscholzieae: Blüten des Kalifornischen Baummohns (Dendromecon rigida)

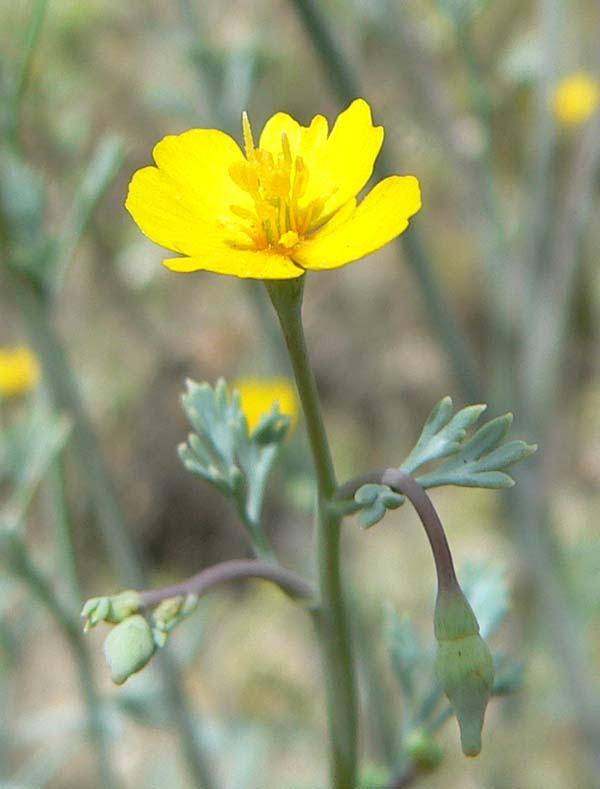
Unterfamilie Papaveroideae Tribus Eschscholzieae: Eschscholzia minutiflora

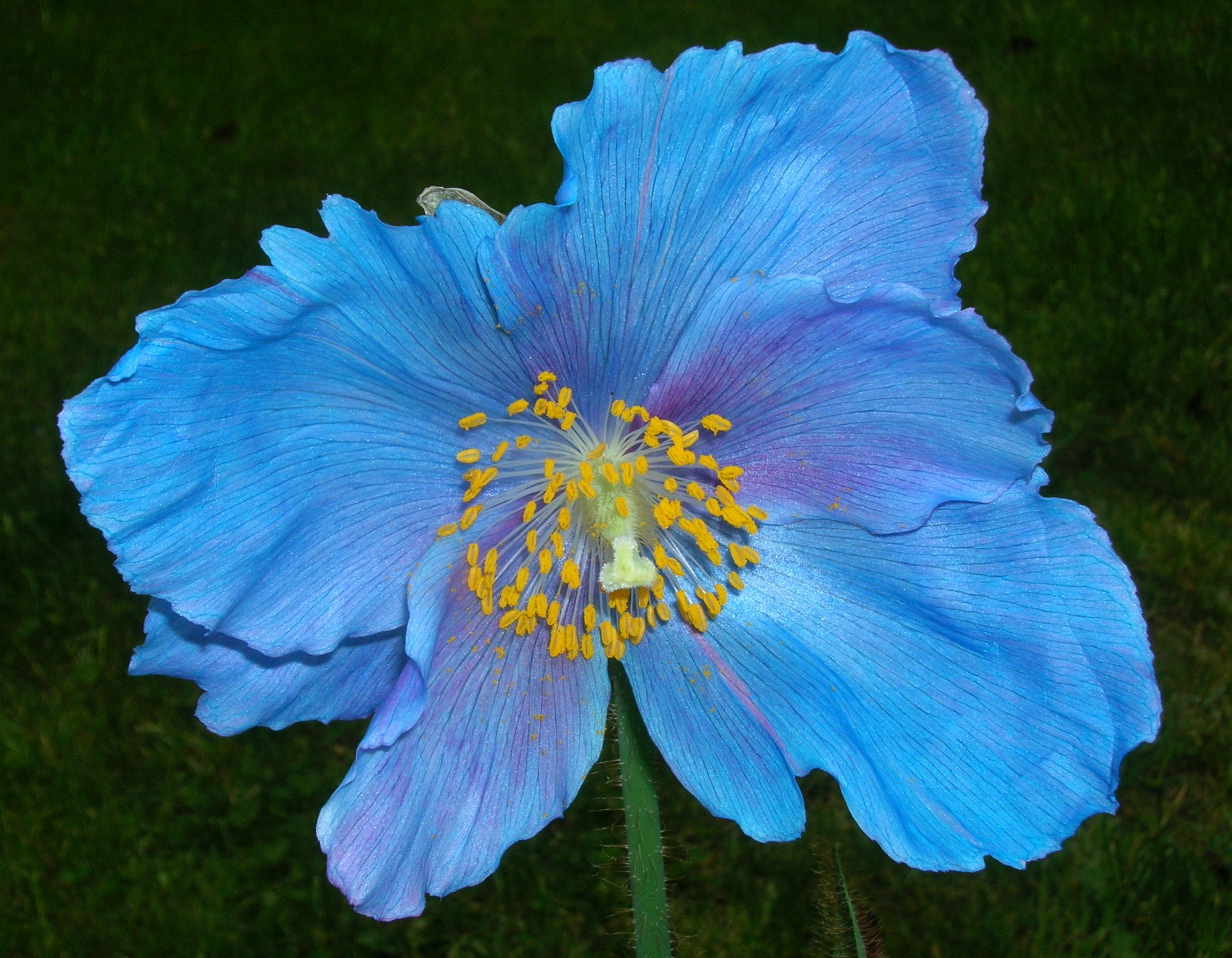
Unterfamilie Papaveroideae Tribus Papavereae: Sheldons Scheinmohn (Meconopsis ×sheldonii), Sorte ‘Lingholm’

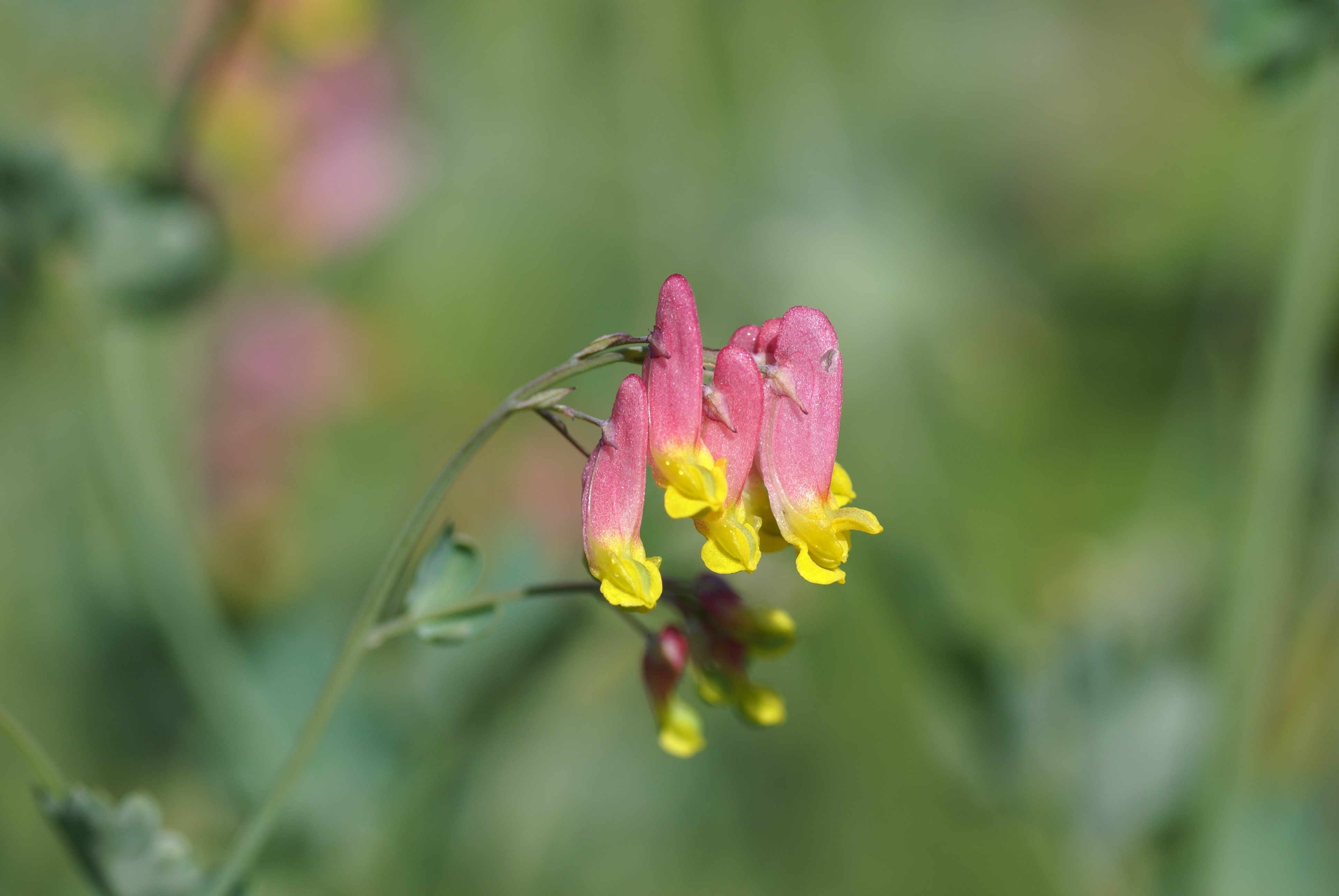
Unterfamilie Fumarioideae Tribus Fumarieae: Rosa Lerchensporn (Capnoides sempervirens)

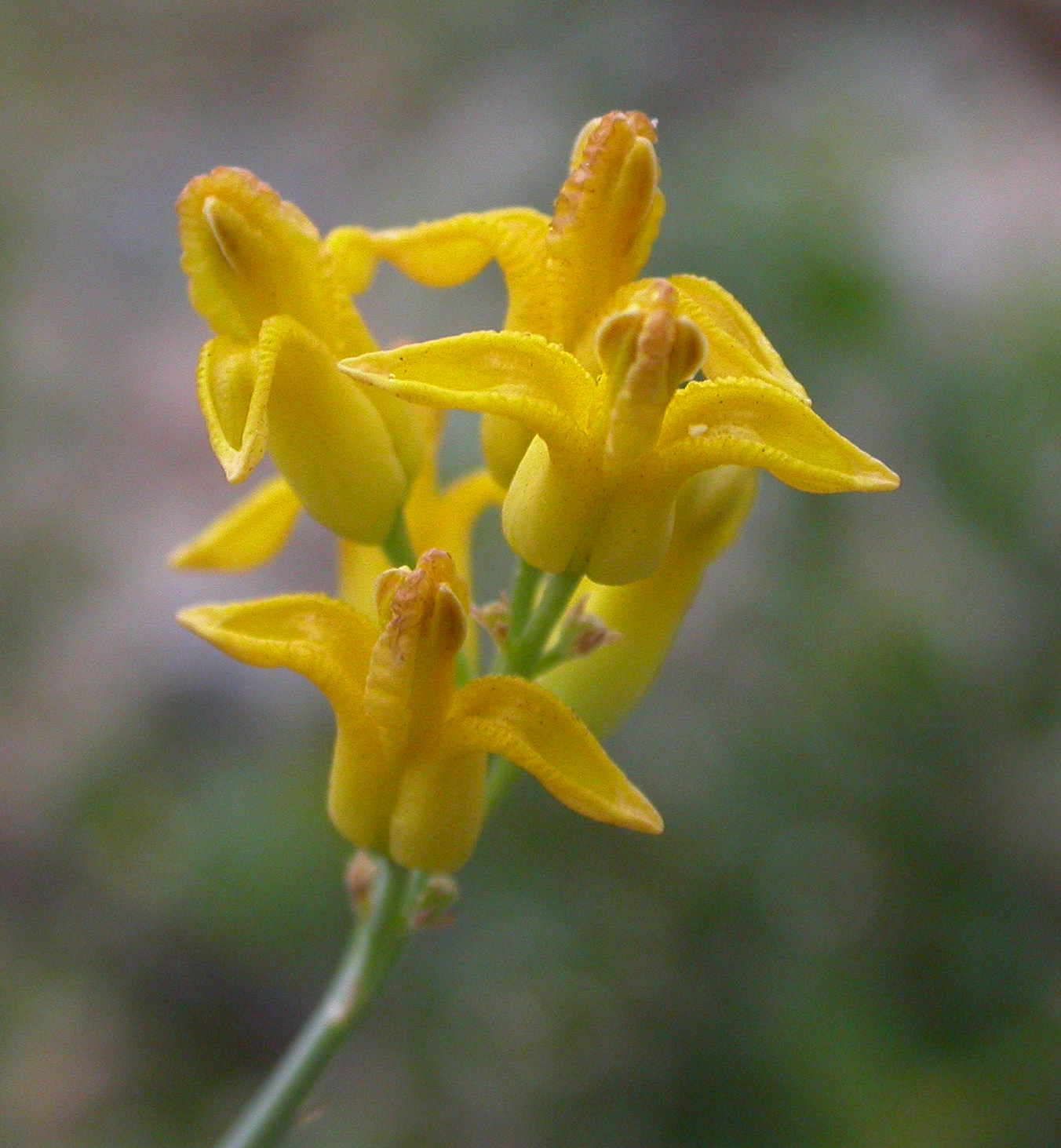
Unterfamilie Fumarioideae Tribus Fumarieae: Goldene Herzblume (Ehrendorferia chrysantha)

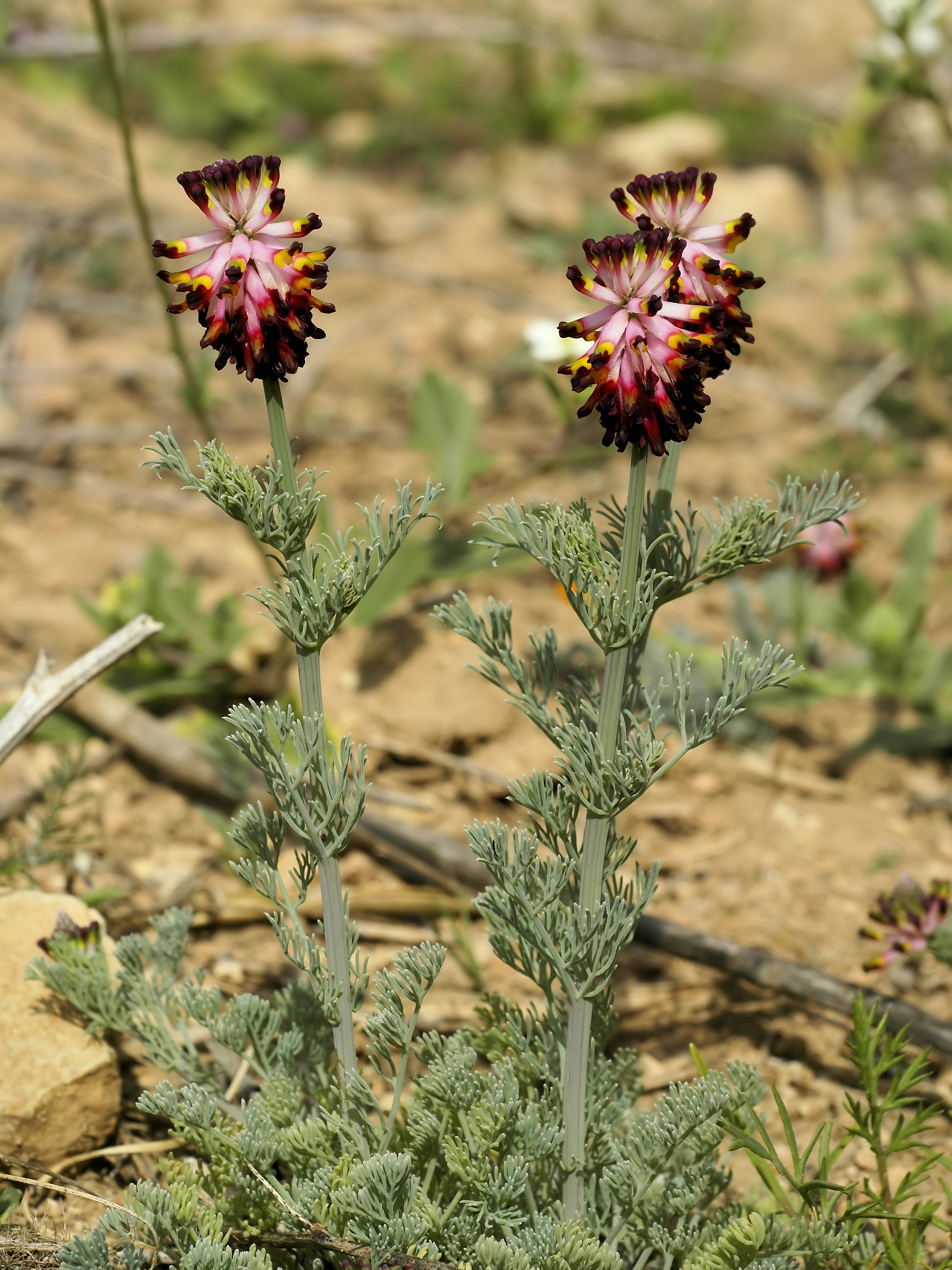
Unterfamilie Fumarioideae Tribus Fumarieae: Feinlappiger Breitrauch (Platycapnos tenuilobus)

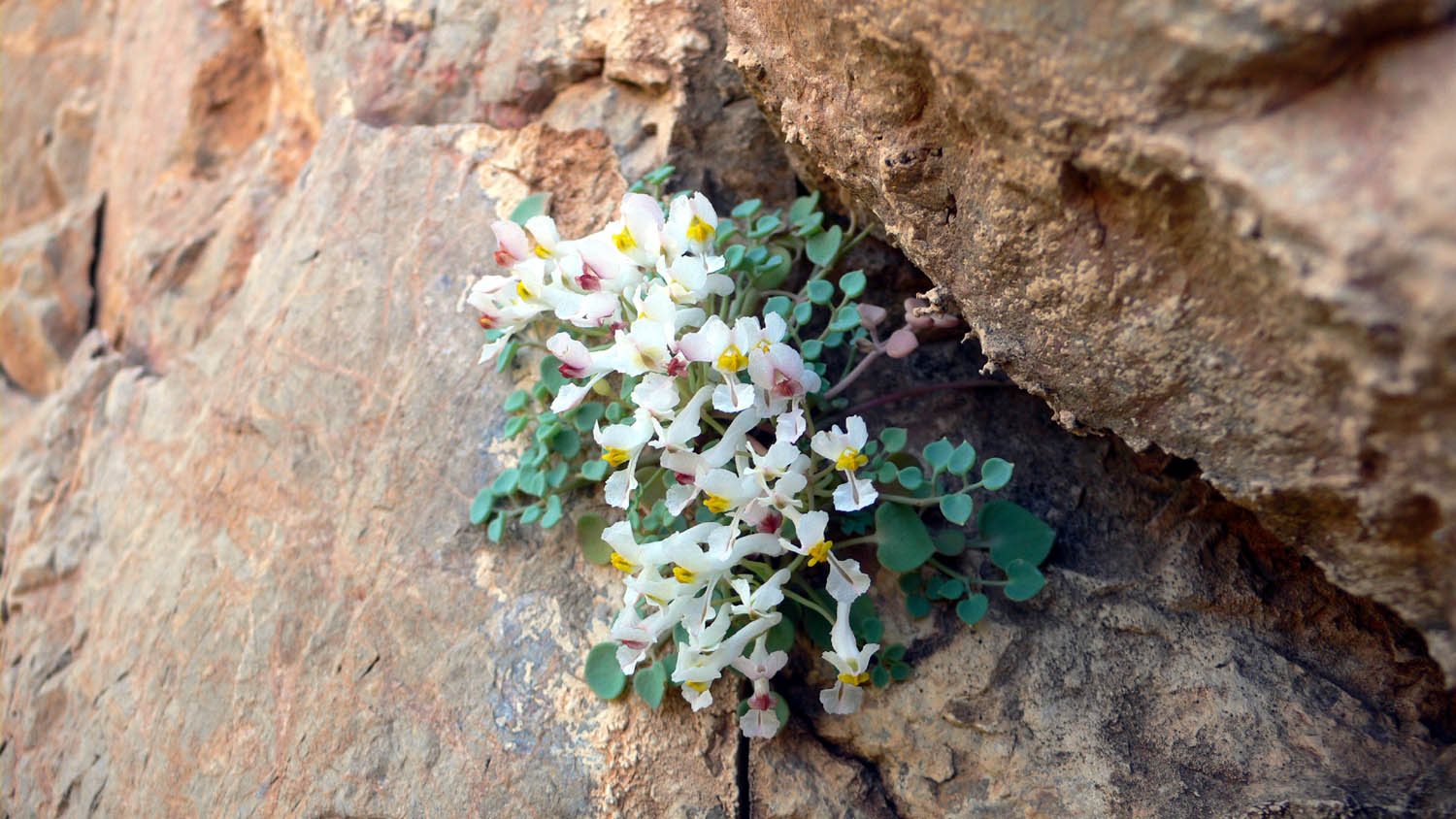
Unterfamilie Fumarioideae Tribus Fumarieae: Neunblättriger Fleischrauch (Sarcocapnos enneaphylla) in der Unterart subsp. saetabensis

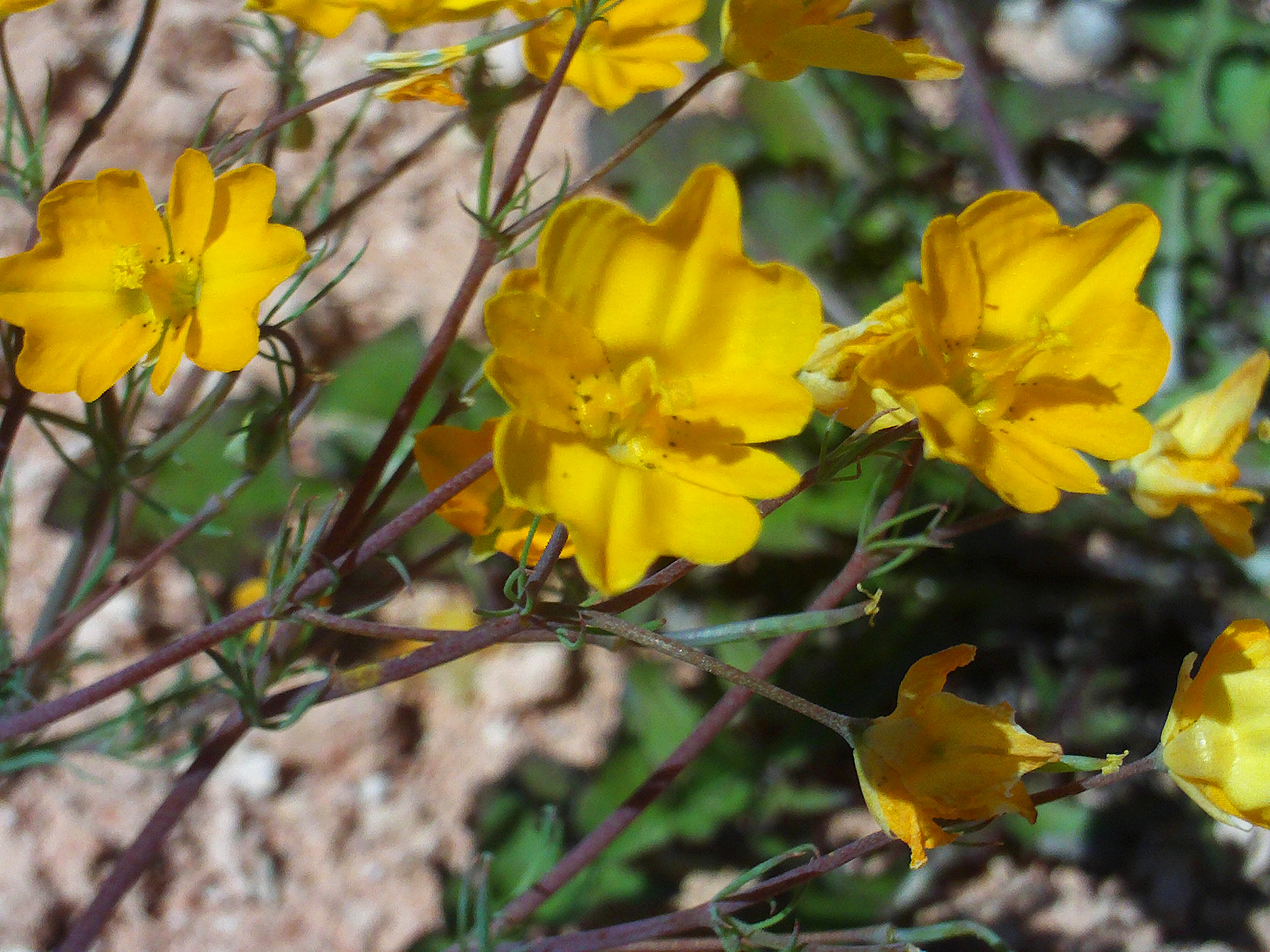
Unterfamilie Fumarioideae Tribus Hypecoeae: Niederliegende Lappenblume (Hypecoum procumbens)

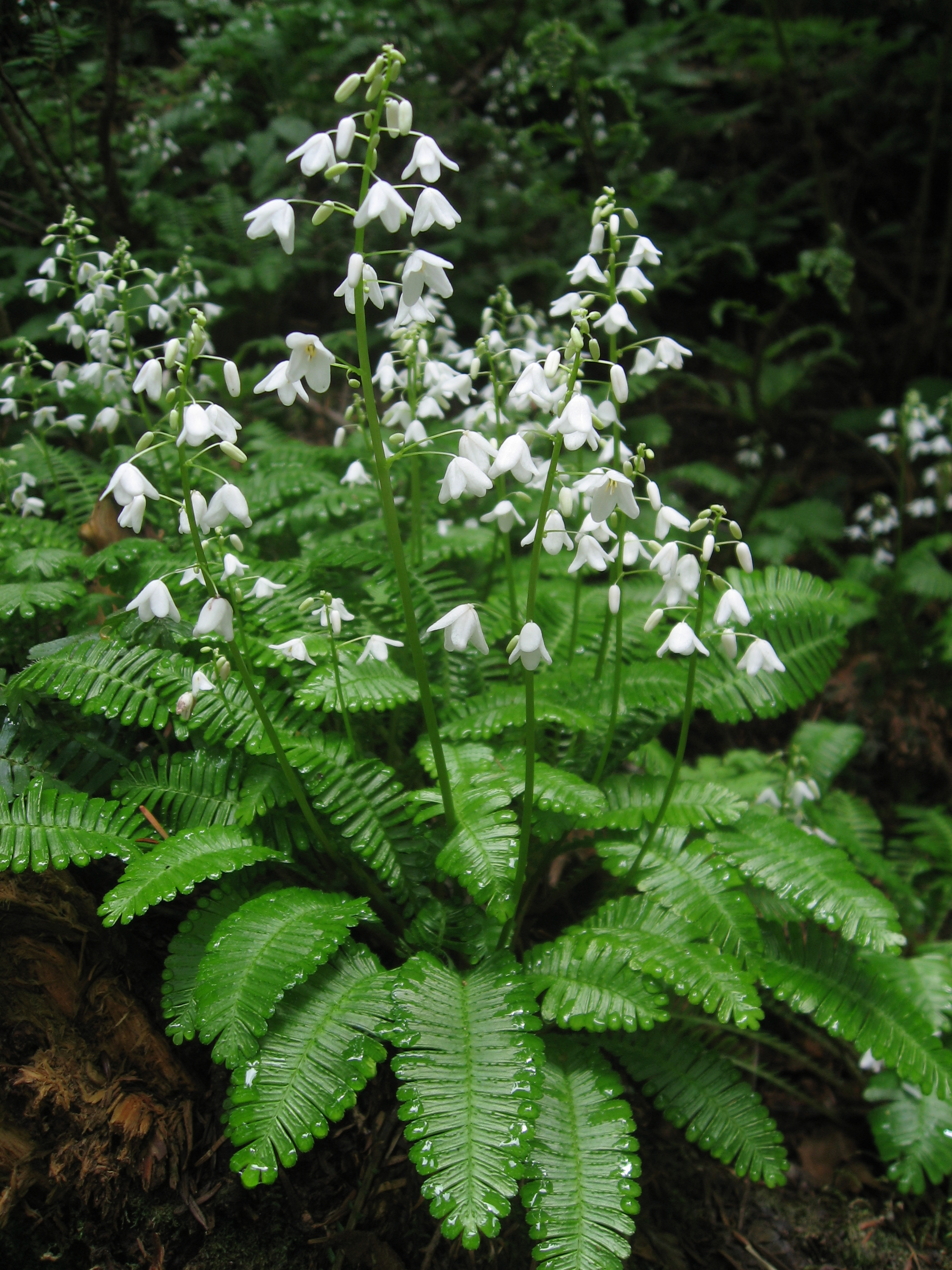
Unterfamilie Fumarioideae Tribus Hypecoeae: Pteridophyllum racemosum

## Systematik und Verbreitung
Die Familie Papaveraceae wurde 1789 durch Antoine Laurent de Jussieu in Genera Plantarum, S. 235–236 aufgestellt. Typusgattung ist Papaver L. Synonyme für Papaveraceae Juss. sind: Chelidoniaceae Martinov, Eschscholziaceae Ser., Fumariaceae Marquis, Hypecoaceae Willk. & Lange, Platystemonaceae Rchb. ex Lilja, Pteridophyllaceae Nakai ex Reveal & Hoogland.
Die Familie der Papaveraceae wird in zwei Unterfamilien gegliedert, die Papaveroideae und die Fumarioideae. Zur Familie gehören etwa 41 Gattungen mit etwa 800 Arten.
Unterfamilie Papaveroideae A.Br.: Die Blüten sind radiärsymmetrisch und enthalten viele Staubblätter. Sie ist in drei Tribus gegliedert (Chelidonieae, Eschscholzieae und Papavereae) und enthält etwa 23 Gattungen mit etwa 230 Arten:
- Tribus Chelidonieae: Sie enthält etwa neun Gattungen:
  - Bocconia L.: Die etwa neun verholzenden Arten gedeihen in Bergregionen der Neotropis, darunter:
    - Bocconia arborea Watson: Sie kommt in Mexiko, Guatemala, El Salvador, Nicaragua und Costa Rica vor.[2]
    - Mexikanischer Baummohn[3] (Bocconia frutescens L.): Er ist ursprünglich von Mexiko bis Panama und auf karibischen Inseln verbreitet.[2] In Hawaii und auf Mauritius ist er ein Neophyt.[2]

  - Chelidonium L. (inkl. Coreanomecon Nakai): Sie enthält nur zwei bis drei Arten, darunter:
    - Schöllkraut[3] (Chelidonium majus L.)

  - Dicranostigma Hook. f. & Thomson: Sie enthält drei Arten in Asien:
    - Asiatischer Hornmohn[3] oder Franchet-Dicranostigma (Dicranostigma franchetianum (Prain) Fedde): Sie gedeiht auf Kalk- oder Phyllit-Sand in Höhenlagen zwischen 1725 und 1850 Metern in Yunnan sowie Sichuan.
    - Himalaja-Hornmohn oder Salat-Dicranostigma (Dicranostigma lactucoides Hook. f. & Thoms.): Sie gedeiht in Höhenlagen zwischen 2700 und 4300 Metern im Himalaya und Transhimalaya von Garhwal bis Nepal und südöstlichen Tibet.
    - Feinstieliger Hornmohn[3] oder Dünnstieliges Dicranostigma (Dicranostigma leptopodum (Maxim.) Fedde): Sie gedeiht in Höhenlagen um 3600 Meter in China vom südlichen Tibet über Qinghai sowie Yunnan bis ins südliche Hebei und nördliche sowie westliche Henan.

  - Eomecon Hance: Sie enthält nur eine Art:
    - Schneemohn[3] (Eomecon chionantha Hance): Er ist im östlichen China beheimatet.

  - Hornmohn[3] (Glaucium Mill.): Sie enthält etwa 20 bis 25 Arten in Eurasien.
  - Hylomecon Maxim.: Sie enthält nur eine Art:
    - Waldmohn (Hylomecon japonica (Thunb.) Prantl): Er kommt verbreitet in Asien (China, Japan, Korea) vor.

  - Federmohn[3] (Macleaya R.Br.): Die nur zwei Arten kommen in Asien vor:
    - Weißer Federmohn[3] (Macleaya cordata (Willd.) R.Br.): Die Heimat ist China, Taiwan und Japan.
    - Ockerfarbiger Federmohn (Macleaya microcarpa (Maxim.) Fedde): Die Heimat ist China.
    - dazu die Hybride zwischen beiden Arten: Macleaya ×kewensis Turrill (Macleaya cordata × Macleaya microcarpa)

  - Sanguinaria L.: Es gibt nur eine Art:
    - Kanadische Blutwurz (Sanguinaria canadensis L.): Sie kommt in Kanada und in den USA vor und heißt dort „bloodroot“.

  - Schöllkrautmohn (Stylophorum Nutt.): Von den nur drei Arten kommt eine in Nordamerika und zwei in China vor:
    - Amerikanischer Schöllkrautmohn (Stylophorum diphyllum (Michx.) Nutt.): Er kommt in den USA vor.
    - Chinesischer Schöllkrautmohn (Stylophorum lasiocarpum (Olivier) Fedde): Er gedeiht in Höhenlagen von 600 bis 1800 Metern in den chinesischen Provinzen westliches Hubei, südliches Shaanxi sowie östliches Sichuan.[1]
    - Stylophorum sutchuenense (Franchet) Fedde: Sie gedeiht in Höhenlagen von 1100 bis 1700 Metern in den chinesischen Provinzen Chongqing, Gansu, Shaanxi sowie nordöstliches Sichuan.[1]

- Tribus Eschscholzieae: Sie enthält drei Gattungen:
  - Baummohn (Dendromecon Benth.): Die nur zwei Arten sind im westlichen Nordamerika verbreitet:
    - Harfords Baummohn (Dendromecon harfordii Kellogg, Syn.: Dendromecon rigida subsp. harfordii (Kellogg) P.H.Raven): Er ist Kalifornien (Santa Cruz, Santa Rosa Islands) beheimatet.
    - Kalifornischer Baummohn (Dendromecon rigida Benth.): Er ist in Kalifornien und Mexiko beheimatet.

  - Kappenmohn (Eschscholzia Cham.): Sie enthält etwa zwölf Arten von den westlichen USA bis ins nordwestliche Mexiko, beispielsweise:
    - Kalifornischer Kappenmohn, auch Gelber Mohn oder Goldmohn genannt (Eschscholzia californica Chamisso)
    - Schmalblättriger Kappenmohn (Eschscholzia tenuifolia Hook.): Die Heimat ist Kalifornien (Zentraltal, Sierra Nevada).

  - Hunnemannia Sweet: Sie enthält nur eine Art:
    - Mexikanischer Tulpenmohn oder Mexikomohn (Hunnemannia fumariifolia Sweet): Sie kommt in Ost-Mexiko im trockenen Hochland von Nuevo Leon bis Oaxaca vor.

- Tribus Papavereae: Sie enthält etwa elf Gattungen:
  - Arctomecon Torr. & Frém.: Die nur drei Arten kommen in Nordamerika (Mojave-Wüste) vor.
  - Stachelmohn[3] (Argemone L.): Sie enthält etwa 32 Arten in der Neuen Welt und in Hawaii.
  - Canbya Parry ex A.Gray: Die nur zwei Arten kommen in den westlichen USA vor.
  - Meconella Nutt.: Die nur drei Arten kommen im westlichen Nordamerika vor.
  - Scheinmohn[3] (Meconopsis Vig., inklusive Cathcartia Hook. f., Cumminsia King ex Prain): Die etwa 54 Arten kommen fast alle in Asien vor.
  - Mohn[3] (Papaver L.): Sie enthält etwa 50 bis 120 Arten.
  - Platystemon Benth.: Sie enthält nur eine Art:
    - Kalifornischer Breitfaden[3] (Platystemon californicus Benth.): Er ist in Kalifornien beheimatet.

  - Hesperomecon Greene (Syn.: Platystigma Benth.): Sie enthält nur eine Art:
    - Abendmohn[3] (Hesperomecon linearis (Benth.) Greene): Sie kommt in Kalifornien vor.

  - Roemeria Medik.: Sie enthält nur etwa drei Arten im südwestlichen Europa, Asien und Nordafrika, darunter:
    - Roemeria carica Baytop: Die Heimat ist Kleinasien.[4]
    - Bastard-Roemerie (Roemeria hybrida (L.) DC.): Sie ist von Südeuropa über Vorderasien bis Nordafrika verbreitet.
    - Asiatischer Tüpfelmohn[3] (Roemeria refracta DC.): Sein Verbreitungsgebiet umfasst die Türkei, den Kaukasusraum, Iran, Zentralasien und China (Sinkiang).

  - Romneya Harv.: Sie enthält nur zwei Arten in Kalifornien und Mexiko, darunter:
    - Kalifornischer Strauchmohn[3] oder Coulter-Romneya (Romneya coulteri Harv.): Er besitzt die größten Blüten aller Wildpflanzen in Kalifornien.[5]

  - Stylomecon G.Taylor: Sie enthält nur eine Art:
    - Stylomecon heterophylla (Benth.) G.Taylor: Sie kommt in Kalifornien und nordwestlichen Mexiko vor.

Unterfamilie  Erdrauchgewächse (Fumarioideae Endl., Syn.: Pteridophylloideae Murb.): Sie ist in zwei Tribus und Subtribus gegliedert und enthält (15 bis) 21 Gattungen mit etwa 530 Arten. Sie haben zygomorphe Blüten und nur vier oder sechs Staubblätter:
- Tribus Fumarieae: Sie enthält zwei Subtribus:
Subtribus Corydalinae: Sie enthält acht Gattungen:
  - Adlumia Raf. ex DC.: Von den nur zwei Arten kommt eine Art in Asien und eine im östlichen Nordamerika vor:
    - Doppelkappe (Adlumia fungosa (Aiton) Greene ex Britton, Sterns & Poggenb.): Die Heimat ist Kanada und die USA.
    - Adlumia asiatica Ohwi: Sie kommt im nordöstlichen China, in Korea und in Russlands Fernem Osten vor.

  - Capnoides Mill.: Sie enthält nur eine Art:
    - Rosa Lerchensporn oder Harlekinlerchensporn (Capnoides sempervirens (L.) Borkh.): Sie kommt von Natur aus nur in Nordamerika vor und ist in Südnorwegen an einer Stelle seit über 100 Jahren eingebürgert.[6]

  - Lerchensporn[3] (Corydalis DC., Syn.: Cysticorydalis Fedde nom. inval., Roborowskia Batalin): Sie enthält etwa 465 Arten.
  - Dactylicapnos Wall.: Sie enthält etwa zwölf Arten vom Himalaja bis ins westliche China.
  - Herzblumen[3] (Dicentra Bernh., inklusive Diclytra Borkh.): Sie enthält etwa 25 Arten.
  - Ehrendorferia Fukuhara & Lidén: Der Gattungsname ehrt den österreichischen Botaniker Friedrich Ehrendorfer (1927–2023)[7]: Sie enthält nur zwei Arten:
    - Goldene Herzblume[3] (Ehrendorferia chrysantha (Hook. & Arn.) Rylander, Syn.: Dicentra chrysantha (Hook. & Arn.) Walp.): Die Heimat ist Kalifornien und das nördliche Mexiko.[2]
    - Ehrendorferia ochroleuca (Engelm.) Fukuhara: Sie kommt nur in Kalifornien vor.[2]

  - Ichtyoselmis Lidén & Fukuhara: Sie enthält nur eine Art:
    - Ichtyoselmis macrantha (Oliv.) Lidén & Fukuhara: Sie ist in China beheimatet.[2]

  - Lamprocapnos Endl.: Mit der einzigen Art:
    - Tränendes Herz[3] (Lamprocapnos spectabilis (L.) Fukuhara; Syn.: Dicentra spectabilis (L.) Lem.): Sie ist ursprünglich nur in China und Korea beheimatet:

Subtribus Fumariinae: Sie enthält elf Gattungen:
  - Ceratocapnos Durieu (inklusive Dissosperma Soják): Sie enthält nur drei Arten, darunter:
    - Rankender Lerchensporn[3] (Ceratocapnos claviculata (L.) Lidén): Die Heimat ist Europa.
    - Ceratocapnos heterocarpa Durieu: Sie kommt in Nordafrika, in Südspanien und Portugal vor.[6]

  - Cryptocapnos Rech. f.: Sie enthält nur eine Art:
    - Cryptocapnos chasmophyticus Rech. f.: Sie ist in Afghanistan beheimatet.

  - Cysticapnos Mill. (inklusive Phacocapnos Bernh.): Sie enthält etwa drei Arten nur in Südafrika.
  - Discocapnos Cham. & Schltdl.: Sie enthält nur eine Art:
    - Discocapnos mundtii Cham. & Schltdl.: Sie ist in Südafrika beheimatet.

  - Erdrauch[3] (Fumaria L.): Sie enthält etwa 55 Arten.
  - Fumariola Korsh.: Sie enthält nur eine Art:
    - Fumariola turkestanica Korsh.: Sie ist in Zentralasien beheimatet.

  - Breitrauch[3] (Platycapnos (DC.) Bernh.): Sie enthält etwa drei Arten in Makaronesien und im westlichen Mittelmeergebiet.[6]:
    - Platycapnos saxicola Willk.: Die Heimat ist Südspanien und Nordafrika.
    - Platycapnos spicatus (L.) Bernh.: Die Heimat liegt in Südwesteuropa (Spanien, Portugal, Frankreich, Italien und Sizilien) vor
    - Feinlappiger Breitrauch[3] (Platycapnos tenuilobus Pomel): Die Heimat ist Spanien, Frankreich und Nordafrika.

  - Scheinlerchensporn[3] (Pseudofumaria Medik.): Sie enthält nur zwei Arten:
    - Blassgelber Scheinerdrauch (Pseudofumaria alba (Mill.) Lidén): Er kommt mit etwa drei Unterarten in Europa (Norditalien, Slowenien, Kroatien, Bosnien, Nordalbanien, Mazedonien) vor.
    - Gelber Scheinlerchensporn[3] oder Gelber Lerchensporn (Pseudofumaria lutea (L.) Borkh.): Die Heimat sind die Alpen der Schweiz und Italiens und er ist in West- und Mitteleuropa eingebürgert.

  - Felsrauch[3] (Rupicapnos Pomel): Sie enthält mindestens sieben Arten in Spanien und Nordafrika, darunter:
    - Afrikanischer Felsrauch[3] (Rupicapnos africana (Lam.) Pomel): Er kommt mit mehreren Unterarten in Spanien, Algerien und Marokko vor und gedeiht in Spalten senkrechter Kalk- und Sandsteinfelsen in Höhenlagen von 500 bis 1800 Metern.

  - Fleischrauch[3] (Sarcocapnos DC.): Sie enthält etwa vier Arten im Mittelmeerraum, darunter:
    - Sarcocapnos baetica (Boiss. & Reuter) Nyman: Sie kommt mit zwei Unterarten nur in Spanien vor.
    - Sarcocapnos crassifolia (Desf.) DC.: Sie kommt mit drei Unterarten nur in Spanien vor.
    - Neunblättriger Fleischrauch[3] (Sarcocapnos enneaphylla (L.) DC.): Die Heimat ist Marokko, Spanien und Frankreich.

  - Trigonocapnos Schltr.: Sie enthält nur eine Art:
    - Trigonocapnos lichtensteinii (Cham. & Schltdl.) Lidén: Sie ist in Südafrika beheimatet.

- Tribus Hypecoeae: Sie enthält nur zwei Gattungen mit etwa 16 Arten:
  - Lappenblume[3] (Hypecoum L.): Sie enthält etwa 15 Arten im Mittelmeerraum und in Asien, darunter in Europa:
    - Bartlose Lappenblume[3] (Hypecoum imberbe Sm.): Die Heimat ist Europa, Zypern und der Kaukasusraum.
    - Dünnfrüchtige Lappenblume[3] (Hypecoum leptocarpum Hook. f. & Thomson): Das Verbreitungsgebiet ist der Himalaja und das südwestliche China von Westtibet und Qinghai bis in die Innere Mongolei.
    - Gelbäuglein oder Gelbäugelchen (Hypecoum pendulum L.): Die Heimat ist Europa, Südwestasien, Türkei, Nordwestafrika.
    - Niederliegende Lappenblume[3] (Hypecoum procumbens L.): Die Heimat ist Europa, Vorderasien und Nordafrika.

  - Pteridophyllum Sieb. & Zucc.: Sie enthält nur eine Art:
    - Pteridophyllum racemosum Siebold & Zucc.: Es ist eine japanische Art[2] mit farnähnlich gefiederten Laubblättern. Die zygomorphen Blüten enthalten zwei kleine Kelchblätter, vier Kronblätter und nur vier Staubblätter.